# SHOCK!
《SHOCK!》是日本的女子偶像組合℃-ute的第11张单曲，於2010年1月6日由zetima发售。

## 概要
《SHOCK!》以成員鈴木愛理為中心，其他4名成員只負責合唱部分。
此單曲有2個版本，分別為「初回生産限定盤」和「CD ONLY」。其中「初回生産限定盤」附有DVD，收錄了《SHOCK!》的音樂影片（PV）。
在1月18日於Oricon公信榜单曲每週排行榜取得第5位。此外，此單曲於1月10日於Oricon公信榜單曲每日排行榜取得第1位，是繼《EVERYDAY 超絕讚!!》後連續兩張單曲於公信榜單曲日榜上取得第1位。

## 收錄歌曲
| CD   | CD                     | CD   | CD       |
| 曲序 | 曲目                   | 词曲 | 编曲     |
| ---- | ---------------------- | ---- | -------- |
| 1.   | SHOCK!                 | 淳君 | 板垣祐介 |
| 2.   | 活下去吧！（生きようぜ!）         | 淳君 | 朝井泰生 |
| 3.   | SHOCK!（Instrumental） | －   | －       |

## 外部連結
- UP-FRONT WORKS（日語）
- ℃-ute官方網站（日語）
- YouTube上的℃-ute 『SHOCK!』 (MV)（日語）